# 내리숲초등학교
내리숲초등학교(內里숲初等學校)는 경기도 화성시에 있는 공립 초등학교이다.

## 학교 연혁
- 2024년 9월 1일 : 개교